# Iwade

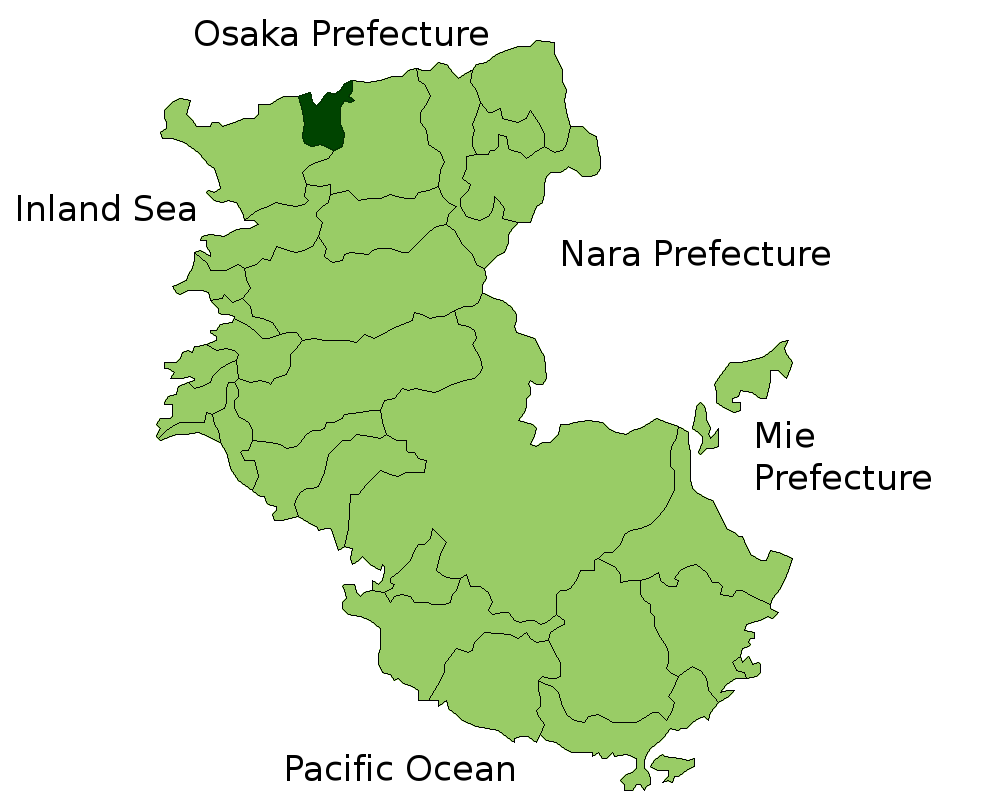

Iwade (岩出市 Iwade-shi?) este un municipiu din Japonia, prefectura Wakayama.

## Istorie
Istoria municipiului poate fi trasată până la secolul XII, când a fost fondat templul Negoroji (en) și a apărut Negoro-gumi (en), un grup de călugări-războinici.
- 1 august 1908 - Satul Iwade a obținut statut de oraș (町).
- 30 septembrie 1956 - Orașul a fost lărgit prin alipirea satelor Kamiiwade, Nera, Yamazaki și a unei părți din Kokura
- 1 aprilie 2006 - Orașul Iwade a obținut statut de municipiu (市).